# Приозёрное (Краснодарский край)
Приозёрное (бывш. хутор Бедняк) — село в Гулькевичском районе Краснодарского края России. Входит в состав Гирейского городского поселения.

## История
В 1963 году указом Президиума Верховного Совета РСФСР хутор Бедняк переименован в село Приозёрное Кавказского сельского района.

## Население
| 2002 | 2010 |
| ---- | ---- |
| 17   | ↘13  |

## Улицы
- ул. Приозерная,
- ул. Речная,
- ул. Широкая[7].